# Петров, Ивайло (писатель)
Ивайло Петров (настоящее имя Продан Петров Кючуков; 19 января 1923, Бдинци, Добричская область — 16 апреля 2005 или 14 апреля 2005, София) - болгарский писатель.

## Биография
Ивайло Петров родился 19 января 1923 г. в деревне Бдинци Добричской области в семье крестьянина. Окончил среднюю школу г. Добрича в 1942 г. Участвовал в войне против фашистской Германии (1944‒1945 гг.); создал жизненные образы болгарских солдат в сборнике рассказов «Крещение» (1953). В 1947-1949 годах учился на юридическом факультете Софийского университета и в то же время сотрудничал с журналом «Пламык» и газетой «Литературный фронт». Оставив учебу, Петров полностью отдался литературной работе, с 1949 года был редактором на Софийском радио, затем работал в издательстве «Болгарский писатель»

## Творчество
В 1953 году был опубликован его сборник рассказов «Крещение», в котором были созданы жизненные образы болгарских солдат — участников боевых действий против Германии. В своих произведениях писатель в основном изображал жизнь и быт болгарского села: новые нравственные отношения в повести «Нонкина любовь» (1956), драматические столкновения в период кооперирования сельского хозяйства в романе «Мертвая зыбь» (1961), крестьянские характеры в повести «Перед тем, как мне родиться, и после этого» (1971), романе «Облава на волков» (1982). Стиль писателя отличается ироническим подтекстом, использованием шаржа, гротеска, сочетанием драматического и комического.
Автор более 20 книг, большинство из которых неоднократно преиздавались в Болгарии и за рубежом. Несомненно, наиболее значительное его произведение - роман „Облава на волков“ (1982), который за считанные годы превратился в классику и получил награду Союза болгарских писателей в 1986 году.
Его произведения были переведены на белорусский, китайский, монгольский, немецкий, русский, японский, румынский, французский, польский, словенский, и многие другие языки.

## Признание и награды

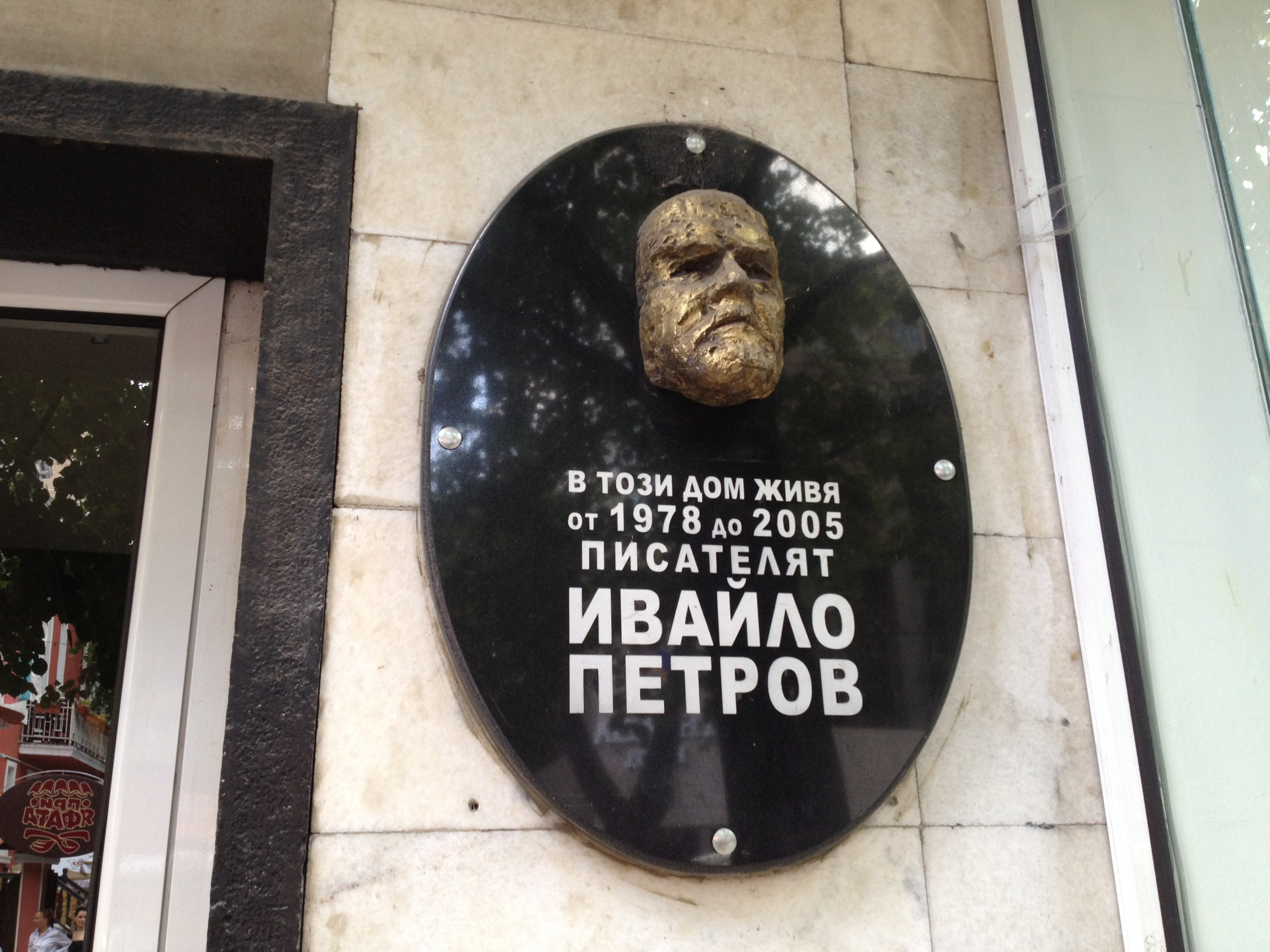
Памятная табличка на доме, где жил Ивайло Петрова.

### Награды
- Победитель Премии имени Христо Данова за общий вклад в болгарскую литературную культуру (2002).
- Премия "Золотой век" за вклад в развитие болгарской культуры.
- Премия "Джордан Йовкова" (1990).
- Орден Св Климента Охридского (2002) и др.

В г. Софии на улице Солунска, №35, на фасаде дома, в котором писатель Ивайло Петров жил с 1978 по 2005 год помещена памятная табличка. Инициатива связана с 85-летием со дня его рождения. В 1994 году ему было присвоено звание почетного гражданина города Добрич. В 2000 г. был удостоен ордена "Стара Планина" первой степени. Награжден посмертно званием почетного гражданина г. Балчик 24 мая 2011 года.
В 2006 году Гуманитарная гимназия имени Святых Кирилла и Мефодия города Добрича, которую окончил Ивайло Петров, учредила премию его имени. Каждый год лауреатом премии становится ученик, который окончил гимназию и добился самых высоких результатов в области науки.
В 2008 году издательство „Литературный форум“ совместно с фондом „Будущее для Болгарии“ учредило Национальную литературную премию „Ивайло Петров“. Её первым лауреатом стал писатель Георги Мишев за роман „Патриархат“. В награду, помимо денежной суммы, входит и вопрос об издательстве романа.

## Внешние ссылки
- Ивайло Петров в сводном каталоге НАБИС - национальный каталог академической библиотеки в Болгарии
- Письмо к Петр Алипиеву Архивная копия от 26 марта 2018 на Wayback Machine, Электронный журнал LiterNet, 13.08.2005, № 8 (69)
- Ивайло Петров. Отрывок из романа „Перед тем, как мне родиться, и после этого“ Архивная копия от 4 ноября 2017 на Wayback Machine. „Литературный форум“, 26.09.2000 г.